# Попельнастівська волость
Попельнастівська волость — адміністративно-територіальна одиниця Верхньодніпровського повіту Катеринославської губернії.
Станом на 1886 рік — складалася з 12 поселень, 11 сільських громад. Населення 6037 осіб (3115 осіб чоловічої статі та 2922 — жіночої), 981 дворове господарство.
|                     | Площа, десятин | У тому числі орної, дес. |
| ------------------- | -------------- | ------------------------ |
| Сільських громад    | 9092           | 7825                     |
| Приватної власності | 11724          | 2928                     |
| Казенної власності  | 1023           | 319                      |
| Іншої власності     | 170            | 64                       |
| Загалом             | 22009          | 11136                    |

Найбільші поселення волості:
- Попельнасте — село при річці Омельник в 50 верстах від повітового міста, 3672 осіб, 612 дворів, православна церква, школа, 10 лавок, 3 ярмарки, базар по неділях.
- Олександрівка (Докторове) — село на транзитній дорозі між Кременчуком, Бериславом та Нікополем, 208 осіб, 35 дворів, постоялий двір.
- Капкан'ївка — село при річці Омельник, 216 осіб, 36 дворів, православна церква.
- Хорошево — село при балці Шевскій, 438 осіб, 67 дворів, 2 лавки.